# Yolande Donlan
Yolande Donlan (2 de junio de 1920 - 30 de diciembre de 2014) fue una actriz británica-estadounidense que trabajó extensamente en el Reino Unido.

## Biografía
Fue la hija de James Donlan, un actor de carácter en películas de Hollywood de la década de 1930; se especula que ella tenía un papel sin acreditar en películas como Pennies From Heaven (1936) y Love Finds Andy Hardy (1938), pero esto no ha sido confirmado.
Entre sus roles debe citarse a Frenchy, la criada en la película de terror The Devil Bat (1940), con Bela Lugosi, y otros papeles de pequeños personajes, a menudo como criadas (con acento francés). Actuó como la criada Carole Landis en Turnabout (también de 1940), así como representó a una de las concubinas de Red Skelton en DuBarry Was a Lady (1942).
Donlan alcanzó el éxito como Billie Dawn, en una producción itinerante de la obra de teatro Born Yesterday, de Garson Kanin. Este fue el inicio de posteriores éxitos. En su momento, Laurence Olivier viajó a Boston para confirmar la opinión de los colaboradores estadounidenses, y eligió a Donlan para su producción de la obra que se desarrollaría en el occidente de Londres. La producción se estrenó en el Teatro Garrick en enero de 1947, y fue muy bien recibida. A Donlan se le negó inicialmente un permiso de trabajo para protagonizar a Peter Pan, debido a las quejas de la Equity, el sindicato de actores, que sentían que una estrella británica debería tener prioridad.
Yolande Donlan murió en Londres el 30 de diciembre de 2014.